# Kolciîno
Kolciîno (în ucraineană Кольчино) este o așezare de tip urban din raionul Muncaci, regiunea Transcarpatia, Ucraina. În afara localității principale, mai cuprinde și satele Jborivți, Kendereșiv și Klenoveț.

## Demografie
Componența lingvistică a așezării de tip urban Kolciîno
     Ucraineană (94,08%)
     Slovacă (2,56%)
     Rusă (2,2%)
     Alte limbi (0,97%)
Conform recensământului din 2001, majoritatea populației așezării de tip urban Kolciîno era vorbitoare de ucraineană (94,08%), existând în minoritate și vorbitori de slovacă (2,56%) și rusă (2,2%).